# Scleria amazonica
Scleria amazonica är en halvgräsart som beskrevs av Camelb., M.T.Strong och Paul Goetghebeur. Scleria amazonica ingår i släktet Scleria och familjen halvgräs. Inga underarter finns listade i Catalogue of Life.